# Øbjerggård
Øbjerggaard er en lille hovedgård, som er dannet af Niels Ryberg i 1774, og er nu en avlsgård under Rosenfeldt Gods. Gården ligger i Køng Sogn i Vordingborg Kommune. Hovedbygningen er opført i 1846 og ombygget i 1892-1933
Øbjerggaard er på 310 hektar

## Ejere af Øbjerggaard
- (1660-1670) Frederik 3.
- (1670-1699) Christian 5.
- (1699-1730) Frederik 4.
- (1730-1746) Christian 6.
- (1746-1766) Frederik 5.
- (1766-1774) Christian 7.
- (1774) Ditlev Staal
- (1774-1804) Niels Ryberg
- (1804-1820) Johan Christian Ryberg
- (1820-1836) Den Danske Stat
- (1836-1840) Christian Ludvig Klingberg
- (1840-1845) Enke Fru Augusta Klingberg
- (1845-1854) Frederik von Buchwald
- (1854-1887) Carl Valdemar von Buchwald
- (1887-1889) Enke Fru von Buchwald
- (1889-1913) J. W. C. Krieger
- (1913-1918) Aage Carl Eduard Faye
- (1918-1920) Knud Hansen / Valentin Hansen
- (1920-1925) J. Brabæk
- (1925) Udstykningsforeningen For Sjælland Og Fyns Stifter
- (1925-1931) W. Kjær
- (1931-1933) J. E. Nielsen
- (1933-1957) Hans Christian Sonne
- (1957-1965) Holger W. Tillisch
- (1965-1995) Erik Holgersen Tillisch
- (1995-) Oscar Peter Eriksen Oxholm Tillisch